# Pacyficzka aksamitna
Pacyficzka aksamitna (Pomarea pomarea) – gatunek średniej wielkości ptaka z rodziny monarek (Monarchidae). Zamieszkiwał endemicznie wyspę Maupiti (Polinezja Francuska). Jedyny okaz pozyskano w 1823, prawdopodobnie wymarł wkrótce potem, gdyż nie był już więcej odnotowany.

## Taksonomia
Po raz pierwszy gatunek opisali René Lesson i Prosper Garnot w 1828 w raporcie z podróży korwety La Coquille z lat 1822–1825. Zawierał on tylko tablicę barwną oznaczoną numerem 17. Autorzy nowemu gatunkowi nadali nazwę Muscicapa pomarea; obecnie (2017) Międzynarodowy Komitet Ornitologiczny umieszcza pacyficzkę aksamitną w rodzaju Pomarea; do 2004 uchodziła ona za podgatunek pacyficzki czarnej (P. nigra). Holotyp pozyskano na Maupiti (należy do Polinezji Francuskiej) w 1823, odłowił go Blosseville. Opis Lessona ukazał się również w 1828 w jego Manuel d’ornithologie. Kolejny opis zamieścił Garnot w innej części raportu z podróży korwety; tam nadał temu ptakowi nazwę Muscicapa Maupitiensis. Nie zachował się żaden okaz muzealny.

## Morfologia
Długość ciała według Lessona miała wynosić 6 cali i kilka linii (cal francuski, pounce liczył 2,7 cm; linia to jedna dwunasta cala francuskiego, czyli około 2,25 mm). Zakładając, że kilka = 5, długość ciała wynosiła więc około 17,5 cm. Lesson podał także długość dzioba: 10 linii (ok. 22,5 mm) i ogona: 3 cale francuskie (około 8 cm).
Samiec był jednolicie czarny, połyskliwy. Dziób, nogi i stopy czarne. Występowała również inna odmiana barwna, w której połyskliwe i czarne były głowa, szyja i górna część piersi, zaś pozostałe partie upierzenia były białe, z wyjątkiem brązowej plamy na pokrywach skrzydłowych. Samica z wierzchu była kasztanowobrązowa, od spodu ciała. Kuper i niższa część grzbietu czarne. Pokrywy skrzydłowe i lotki II rzędu czarne. Lotki I rzędu brązowe z czarniawymi końcówkami. Sterówki brązowe.

## Zasięg, ekologia
Gatunek znany wyłącznie z wyspy Maupiti, liczącej zaledwie 12 km², z maksymalną wysokością nad poziomem morza 372 m. Pokrywały ją wilgotne lasy zdominowane przez ketmie (Hibiscus) i figowce (Ficus). Choć autorzy Extinct Birds (2010) wspominają, że o zwyczajach tych ptaków nic nie wiadomo, to w 1828 Garnot odnotował, że ptaki te przebywają na chlebowcach właściwych (Artocarpus altilis), śliwcach słodkich (Spondias dulcis) oraz uganiają się za owadami.

## Status
IUCN uznaje pacyficzkę aksamitną za gatunek wymarły (EX, Extinct). Gatunek znany wyłącznie z holotypu pozyskanego w 1823, później nie był już odnotowywany. Przyczyny wymarcia nie są jasne. W XIX wieku wyspa była zalesiona, w 2001 pozostało już tylko około 1% powierzchni lasu (według innego źródła z 2002 – 9%).